# Бондкі (Поморське воєводство)
Бондкі (пол. Bądki, нім. Bandtken) — село в Польщі, у гміні Ґардея Квідзинського повіту Поморського воєводства.
Населення — 338 осіб (2011).
У 1975-1998 роках село належало до Ельблонзького воєводства.

## Демографія
Демографічна структура станом на 31 березня 2011 року:
|          | Загалом | Допрацездатний вік | Працездатний вік | Постпрацездатний вік |
| -------- | ------- | ------------------ | ---------------- | -------------------- |
| Чоловіки | 174     | 39                 | 121              | 14                   |
| Жінки    | 164     | 40                 | 98               | 26                   |
| Разом    | 338     | 79                 | 219              | 40                   |